# Catherine Nixey

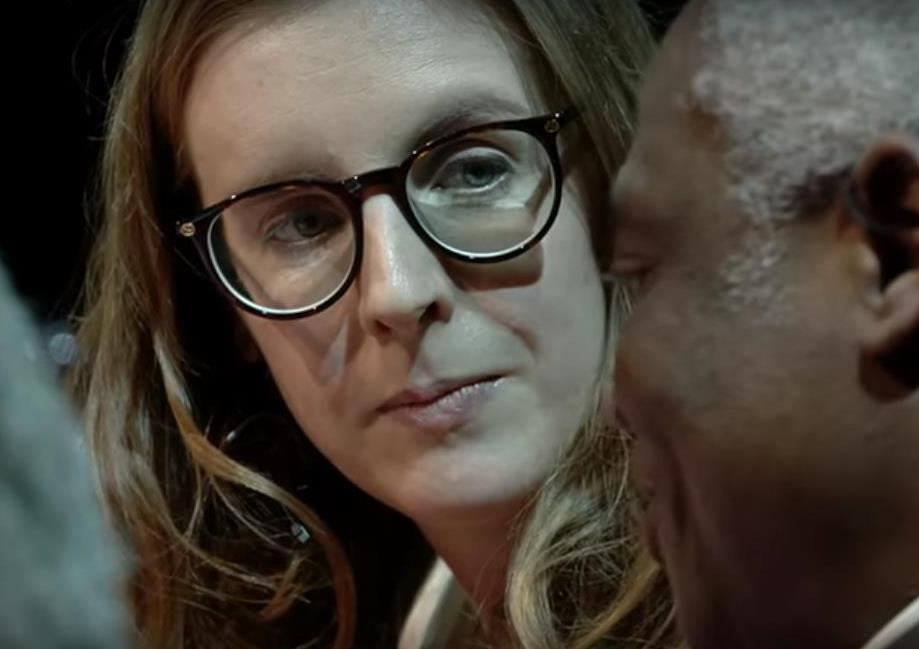
Catherine Nixey

Catherine Nixey (* 1980 in Wales) ist eine britische Altphilologin, Historikerin, Lehrerin und Journalistin.

## Leben
Nixey entstammte einem aufgeklärten, katholisch geprägten Elternhaus, sowohl ihr Vater als auch ihre Mutter gehörten, bis zu ihrem Indult, einem Orden an. Catherine Nixey hatte zunächst an der University of Cambridge Klassische Philologie sowie als student in Religions of Late Antiquity studiert. Ihr Studium beendete sie mit einem Master of Philosophy (MPhil). Im Anschluss an ihre universitäre Ausbildung unterrichtete sie mehrere Jahre lang als Geschichtslehrerin (englisch classics teacher). Hiernach wurde sie in London als Journalistin für The Times im Kulturressort tätig. Sie arbeitet ferner als freie Journalistin und schreibt und recherchiert für The Economist, The New York Times sowie die Times.
Ihre Publikation The Darkening Age: The Christian Destruction of the Classical World (deutsch Heiliger Zorn), die im Jahre 2017 veröffentlicht wurde, wurde nach ihrem Erscheinen in England zum „Book of the Year“ gewählt und mit dem Royal Society of Literature „Jerwood Award“ ausgezeichnet.
In ihrem Werk vertritt Nixey die Meinung, dass die traditionellen historischen Erzählungen der Religionsgeschichte dazu neigen, das vorchristliche, antike bzw. spätantike Römische Reich in einer negativen Weise darzustellen. Ausführlich argumentiert Nixey dafür, dass spätantike Christen die klassischen griechischen und römischen Kulturen absichtlich zerstörten und ein kulturell „dunkles Zeitalter“ verursacht hätten. Pointiert und mit umfangreichen Quellenangaben (deren Interpretation allerdings von der Mehrheit der Fachwissenschaft kritisiert wird, siehe die Rezensionsübersicht) beschreibt sie, dass die spätantike Christianisierung im Imperium Romanum auch eine Geschichte eines gewalttätigen Kulturkampfes sei, der in der Verfolgung Andersgläubiger einmündete und der mit der Mailänder Vereinbarung 313 n. Chr. durch Kaiser Konstantin begann und mit der Schließung der Platonischen Akademie 529 n. Chr. und der Vertreibung der Mitglieder unter der Leitung von Damaskios geendet habe. Dabei zeichnet sie aus der Perspektive der polytheistischen („paganen“) Bevölkerungsgruppen Beispiele und Handlungsmuster für die unterschiedlichen kollektiven Aktionen nach und gibt letztlich Erklärungen für die angeblich gewaltsame Umwälzung durch die christianisierten Mitglieder der spätrömischen Gesellschaft.
Catherine Nixey ist verheiratet und hat ihren Lebensmittelpunkt in London.

## Rezensionen ihres Werkes „The Darkening Age“
Ihre Positionen blieben nicht ohne Widerspruch, so äußerten sich etwa Peter Thonemann, Johannes van Oort, Tim Whitmarsh, Averil Cameron und Levi Roach kritisch insbesondere hinsichtlich der Beleganzahl in ihrem Werk von den durch Christen zerstörten Kulturgütern in der Spätantike, ferner wurde kritisch angemerkt, dass der kulturelle Untergang des spätantiken Kulturlebens nur mittels einer monokausalen Erklärung aufgehellt würde.
Die Rezensionen im deutschsprachigen Raum reichen von partieller Zustimmung in ihrer Argumentation bis hin zur starken Ablehnung, so konstatierte der römisch-katholische Kirchenhistoriker Roland Kany mangelnde Quellenkonsistenz, eindeutige Falschaussagen und einseitige Parteilichkeit gegenüber den frühen Christen, der deutsche Althistoriker Stefan Rebenich kritisierte, dass wesentlich differenziertere Studien zum frühen Christentum nicht beachtet worden seien. Auch die Analogien der Untaten islamistischer Gewalttätigkeit mit den Zerstörungen durch frühe christliche Fanatiker seien nicht stimmig. Mit einem argumentum ad personam stellte Rebenich ferner die Motivation der Autorin zur Disposition. Der Altphilologe Clemens Schlip räumt Nixey ein, dass die Taten der „illiteraten Mönche, die sich in Ägypten oder Syrien über Tempel und Statuen hermachten und sie zerstörten oder schändeten“ aus heutiger Perspektive inakzeptabel seien, sie vertrete aber einen monokausalen Ansatz und isoliere die spätantiken Christen und Heiden von ihrem historischen Kontext.
Der Althistoriker Theodor Kissel lobte Nixeys akribisch zusammengetragenes Quellenmaterial aus den verstreuten Quellenbefunden und räumte auch die zahlreichen Gewaltexzesse von Christen gegen Nichtchristen ein, sah aber in ihrem Ansatz die Problematik, dass die Gewaltausbrüche gerade in der Spätantike nicht ausschließlich religiös verursacht worden seien, sondern, wie Ergebnisse aus der jüngeren Forschung zeigten, dass die Konflikte zwischen den beiden Parteien häufig aus sozialen, ökonomischen, politischen und ethnischen Konflikten heraus resultierten. Ferner hätte die Autorin die beiden Parteien nur unzureichend im historischen Kontext eingebettet, was lokale Differenzen verwische und gesamtstaatliche Entwicklungen ausblende.
Die positiv gestimmten Rezensionen loben im Allgemeinen ihre Denkanstöße, die ausführlichen Belegquellen, die für ein ausgewogeneres Bild der historischen Begebenheiten und ihren Perspektivenwechsel (Perspektivenübernahme) bei der Betrachtung der vergangenen Ereignisse, die eben nicht vom Standpunkt einer christlich geprägten Zivilisation heraus die Konflikte zwischen Christen und Nicht-Christen in der Spätantike besähen.

## Schriften (Auswahl)
- The Darkening Age. The Christian Destruction of the Classical World. Houghton Mifflin Harcourt, 2017, ISBN 978-0-54480-088-5
  - Heiliger Zorn. Wie die frühen Christen die Antike zerstörten. Übersetzt von Cornelius Hartz. Deutsche Verlags-Anstalt, München 2017, ISBN 978-3-421-04775-5
- Heresy. Jesus Christ and the Other Sons of God. Picador, London 2024, ISBN  978-1-5290-4035-7

### Presseartikel (Auswahl)
- Sandi Toksvig on swapping The News Quiz for the Women's Equality Party. The Times, News UK, 29. September 2015
- Coronavirus. The death of nostalgia. People used to pine for a simpler life. Now they’ve got it – and it’s not all it’s cracked up to be. The Economist, Jul 20th 2020 ()
- Christianity was the original cancel culture. UnHerd September 11, 2020
- The death of nostalgia. We used to yearn for 'simpler times', but the pandemic lockdowns have shown us the bleak reality that while life might be simple now, it's really not much fun. The Australian Financial Review, 2021
- The Bizarre Lives of Rome’s Emperors. The New York Times, 2021